# درة خاني بر اشكفت (دشت روم)
درة خاني بر اشکفت (بالفارسية: دره خانی پراشکفت) هي قرية تقع في إيران في قسم دشت روم الريفي. يقدر عدد سكانها بـ 41 نسمة بحسب إحصاء 2016.